# Stamboliyski (huyện)
Stamboliyski là một huyện thuộc tỉnh Plovdiv, Bungaria. Dân số thời điểm năm 2001 là 22303 người.